# Cserba Elemér
Cserba Elemér (teljes nevén: Cserba Elemér Ferenc Sándor, Baja, 1876. március 15. – Rákospalota, 1936. április 22.) ügyvéd, lapszerkesztő, magyar királyi kormányfőtanácsos, Rákospalota első polgármestere.

## Élete
Cserba Ferenc és Bozsek Olga fia. Budapesten végezte jogi tanulmányait, 1903-ban szerzett ügyvédi diplomát. Négy éven keresztül ügyvédkedett Újpesten, utána pedig Rákospalotán. 1920-tól a Magyarországi Kárpátegyesület Börzsöny Osztályának elnöke volt. 1923-ban, amikor Rákospalota városi rangot nyert, polgármesterré választották. 1935-ben, közigazgatási pályáján folytatott munkássága elismerése gyanánt magyar királyi kormányfőtanácsosi címmel tüntették ki. Neje Zsoldos Ilona Karolina Adél Margit volt.

## Emlékezete
1991 az ő nevét viseli Budapest XV. kerületében, Rákospalotán a Cserba Elemér út (korábbi Czabán Samu, Köztemető, Horthy István, illetve út) és 1938-tól 1954-ig szintén róla volt elnevezte a mai Platán utca.